# El inicio del poema: Dante y Virgilio
El inicio del poema: Dante y Virgilio es una pintura al fresco del pintor austríaco del romanticismo Joseph Anton Koch. Elaborada entre los años 1827 y 1829, la pintura al fresco fue desarrollada por los pintores germanos del siglo XIX.
Esta en concreto forma parte de una serie de frescos que el marqués y aristócrata romano Carlo Massimo encargó a Philipp Veit en el Casino de su Villa Massimi, situada en el barrio romano de Letrán y que este no completó. Koch recibió el encargo de terminar las decoraciones y completó los frescos relacionados con las dos primeras partes de la obra magna de Dante, el infierno y el purgatorio de la Divina Comedia.
De esta obra, decía el mismo Koch: «Dejé en Roma un monumento de mi imaginación». Estos frescos, en los que se perciben la influencia de Poussin y Claudio de Lorena, han sido restaurados y se pueden visitar.

## Descripción
En este fresco, Koch utiliza una técnica muy al gusto de los nazareos (grupo artístico minoritario del siglo XIX que se inspiró en la pintura italiana inmediatamente previa al Renacimiento), que es la de usar la representación simultánea, es decir, en una misma escena se representan varios capítulos o momentos sucesivos. 
En este caso, gracias a la lectura del fresco de derecha a izquierda, se puede ver a Dante mientras duerme y sueña con el viaje descrito en el proemio de la Divina Comedia. A continuación se le ve cuando es atacado por tres fieras, un leopardo, un león y una loba. El que se convertirá en su guía por el resto del viaje al infierno, el poeta romano Virgilio, acude en ayuda de Dante, conduciéndole hacia la puerta del infierno, una puerta real, perfectamente integrada en el fresco.